# Smetišče
Smetišče (tudi odlagališče odpadkov ali deponija) je več objektov oziroma en sam objekt za odlaganje odpadkov na površino tal ali pod zemljo.

## Osnovni standardi
Območje odlagališča je določeno s prostorskim aktom, kjer je dovoljena gradnja odlagališča ter drugih naprav in objektov potrebnih za obratovanje odlagališča. Na odlagališča za nenevarne odpadke lahko odlagamo: komunalne odpadke, obdelane nenevarne odpadke z veliko vsebnostjo biološko razgradljivih snovi, nereaktivne in stabilne nevarne odpadke.
Smetišče mora biti blizu ceste, ki ne ovira transporta smeti in je dovolj daleč od naselij. Ne sme biti nad zbirališči podtalnice ali blizu površin, kjer se odvija živinoreja ter poljedelstvo. Vsi odpadki, ki jih je možno reciklirati ali so okolju škodljivi, morajo na posebna odlagališča.
Na smetišču je veliko strupenih snovi, ki lahko poniknejo v zemljo (plastika, ostanki pralnih praškov, pesticidov, baterije, itd). To lahko pripelje do onesnaženja podtalnice, veter lahko raznese smeti po bližnjih poljih, živali se lahko zastrupijo in tako lahko pride strup v našo prehrano. Ker mečemo proč ostanke hrane, na smetišče prihajajo živali (podgane, rakuni, lisice), ki se lahko tam okužijo z nevarnimi boleznimi in jih raznašajo okrog. Problemi so tudi zaradi ljudi, ki na smetišču iščejo še uporabne stvari.
Zato je treba odpadke reciklirati, vso hrano vreči med biološke odpadke, smetišča ograditi, radioaktivne odpadke vreči med radioaktivne odpadke, priskrbeti moderne sežigalnice odpadkov in tako skrbeti za čisto in varno okolje.

## Odlagališča v Sloveniji
V Ljubljani je odlagališče nenevarnih odpadkov na Barju, v Vrhniki pa se nahaja Center za ravnanje z odpadki. V slednjem že od leta 1997 poteka tudi obdelava biološko razgradljivih odpadkov. Vrhniška občina je kot prva v Sloveniji uvedla ločeno zbiranje odpadkov. Biološke odpadke zbirajo v zelene zabojnike, nato jih s posebnimi vozili odpeljejo v Center za ravnanje z odpadki oziroma v kompostarno. Zatem biološke odpadke zdrobijo v drobilcu in dodajo lesene sekance. Mešanico postavijo v kupe izpod katerih potekajo cevi, ki v kup potiskajo zrak ali ga vsesavajo odvisno od procesa. Kompostiranje je posnemanje naravnih procesov, ko s prisilnim dovajanjem kisika mikroorganizmov, pospešimo proces predelave odpadka v naravno gnojilo.